# 1990-е годы
1990-е (ты́сяча девятьсо́т девяно́стые) го́ды по григорианскому календарю — промежуток времени с 1 января 1990 года по 31 декабря 1999 года, включающий 1990 год 9-го десятилетия   и с 1991 по 1999 годы    10-го десятилетия XX века 2-го тысячелетия.  Они закончились 26 лет назад.
Десятилетие характеризуется окончательным исчезновением социалистического лагеря, распадом СССР, рыночными реформами и глубоким экономическим и политическим кризисом в России («Лихие девяностые»). В этот период произошли локальные межэтнические конфликты в странах бывшего СССР, Югославии и на Ближнем Востоке, начался рост терроризма. После распада СССР и социалистического блока, США (являющиеся ядром капиталистического блока и фактическим лидером НАТО) оказались единственной сверхдержавой планеты, определяющей политическое и экономическое направление многих стран мира. В области технологий важной тенденцией стало начало широкого распространения Интернета, мобильных телефонов и персональных компьютеров.

## Важнейшие события

### В мире
- Японский финансовый пузырь (1986—1991). «Потерянное десятилетие».
- Гражданские войны в Сомали (c 1988), Алжире (1991—2002), Йемене (1994) и Либерии (1989—1996). Геноцид в Руанде (1994). Войны в Конго (1996—1997; 1998—2002). Эфиопо-эритрейский конфликт (1998—2000). Завершение апартеида в ЮАР (1994; Нельсон Мандела).
- Вторжение США в Панаму (1989—1990). Лос-Анджелесский бунт (1992). Импичмент Билла Клинтона (1998).
- Объединение Германии (1990; Гельмут Коль). Распад Чехословакии (1993). Конфликт в Северной Ирландии урегулирован Белфастским соглашением (1998).
- Война в Персидском заливе (1991; операция «Буря в пустыне»; кувейтские нефтяные пожары).
- Распад СССР и создание СНГ (1991). Организация Договора о коллективной безопасности (1992). Гражданские войны в Грузии (1991—1993) и Таджикистане (1992—1997). Войны в Карабахе (1992—1994), Приднестровье (1992), Южной Осетии (1991—1992), Абхазии (1992—1993; 1998) и Чечне (1994—1996). Осетино-ингушский конфликт (1992). Война в Дагестане (1999).
- Холодная война завершена (1991). Договор об обычных вооружённых силах в Европе (1990). СНВ-I (1991). Распад ОВД и СЭВ (1991). Вывод советских (с 1992 года — российских) войск из Восточной Европы и республик Прибалтики.
- Югославские войны (1991—2001; Слободан Милошевич). Распад Социалистической Югославии (1992).
- Предполагаемый военный переворот в Турции (1993)[англ.].
- Зона свободной торговли АСЕАН (англ. ASEAN Free Trade Area; 1992)
- Создан Европейский союз (1993; Маастрихтский договор). Швеция, Финляндия и Австрия присоединились к ЕС (1995). Евро введено в безналичных расчётах (1999).
- Североамериканская зона свободной торговли (1994). Референдум о независимости Квебека (1995).
- Всемирная торговая организация (1995). Первые массовые протесты антиглобалистов (1999).
- Гражданская война в Афганистане (1996—2001; Талибан).
- Киотский протокол об ограничении выброса парниковых газов (1997). Первый Всемирный Водный Форум (1997).
- Азиатский финансовый кризис (1997—1998).
- Китаю переданы Гонконг (1997) и Макао (1999).
- Ядерные испытания провели Пакистан и Индия (1998). Каргильская война (1999). Военный переворот в Пакистане (1999).

### В СССР и России
- Президентство Бориса Ельцина (10 июля 1991—31 декабря 1999)
  - Экономические реформы
- январь 1991 года — Январские события в Литве и начало «демократической революции» в СССР.
- 22 января 1991 года в СССР началась «павловская» денежная реформа.
- февраль—март 1991 года в Москве и других городах массовые митинги и демонстрации демократической оппозиции с требованием отставки Президента СССР Горбачёва и запрета КПСС, в поддержку Ельцина и демократических реформ. Контрмитинги коммунистов.
- 17 марта 1991 года — Всесоюзный референдум о сохранении СССР.
- март—май 1991 года — общесоюзная забастовка шахтёров из экономической превратилась в политическую. Требованием протестующих была отставка Президента СССР Горбачёва, отставка правительства СССР Павлова.
- 23 апреля 1991 года начало Новоогарëвского процесса, переговоры Горбачёва и лидеров республик о создании обновлённого СССР.
- 12 июня 1991 года — Борис Ельцин избран Президентом РСФСР.
- 19 августа — 21 августа 1991 года — Августовский путч в СССР (путч ГКЧП). Президент РСФСР Б. Ельцин и российское руководство одерживают победу в политическом кризисе не только над союзным руководством в лице членов ГКЧП, но и над Президентом СССР М. Горбачёвым. Начинается демонтаж союзных органов власти, в ближайший месяц почти все республики выходят из СССР.
- 22 августа 1991 года — Президентом РСФСР Б. Ельциным введена должность глав администраций, взамен должности председателей исполкомов Советов нар.депутатов. С августа 1991 года по февраль 1992 года в РСФСР назначены десятки новых глав регионов и городов.
- 23 августа 1991 года — Указ Бориса Ельцина о приостановлении деятельности КПСС и Коммунистической партии РСФСР на территории России. 24 августа 1991 года Михаил Горбачёв сложил полномочия Генсека ЦК КПСС, распустил Центральный Комитет КПСС и Кабинет министров СССР.
- 2 сентября — 5 сентября 1991 года — в Москве состоялся V Съезд народных депутатов СССР (высший орган власти в стране). V Съезд народных депутатов СССР прекратил действие Конституции СССР. В последний день заседаний принят закон «Об органах государственной власти и управлении СССР в переходный период», в соответствии с которым Съезд народных депутатов СССР и ВС СССР объявили о самороспуске, был распущен Совет Федерации, вместо них сформированы новые межреспубликанские органы управления.
- октябрь 1991 года — Президент РСФСР Ельцин провозгласил курс на радикальные экономические реформы
- 6 ноября 1991 года — Указ Президента РСФСР Ельцина о запрете КПСС и КП РСФСР.
- 14 ноября 1991 года — Госсовет СССР принял постановление об упразднение 70 министерств и ведомств СССР с 1 декабря 1991 г.
- 8 декабря 1991 года — Соглашение о создании СНГ (Беловежье).
- 25 декабря—26 декабря 1991 года — отставка Президента СССР М. С. Горбачёва и оставшегося союзного руководства, самороспуск Верховного Совета СССР. Окончательный распад СССР.
- 25 декабря 1991 года — переименование РСФСР в Российскую Федерацию (Россию). Россия становится независимым государством и правопреемником СССР на международной арене.
- 2 января 1992 года — либерализации цен, в России начались радикальные экономические реформы.
- 31 марта — Подписан Федеративный Договор.
- 31 октября — 4 ноября 1992 года — Осетино-ингушский конфликт.
- 1992—1993 год — отставка первого правительства России (1992) и конституционный кризис.
- 25 апреля 1993 года — Всероссийский референдум («да-да-нет-да»).

- 21 сентября — 4 октября 1993 года — «чёрный октябрь» — расстрел из танков Дома советов РФ в Москве; принятие новой Конституции всенародным голосованием. Арест Руцкого, Хасбулатова и других лидеров оппозиции.
- 1994—1996 годы — Первая чеченская война.
- 1994—1995 годы — убийства журналистов Дмитрия Холодова и Влада Листьева.
- 1994 год — вывод российских войск из Германии.
- 31 августа 1996 года — Хасавюртовские соглашения. Начало вывода федеральных войск из Чечни.
- 1996 год — создано Сообщество (а с 1997 — Союз) России и Беларуси.
- 1996 год — выборы президента России. С небольшим перевесом победил Ельцин.
- 1997—1999 — военная реформа.
- 17 августа 1998 года — экономический кризис (дефолт).
- август-сентябрь 1999 года — Вторжение боевиков в Дагестан. Взрывы жилых домов.
- 1999—2000 годы — Вторая чеченская война (с продолжительной фазой партизанской войны).

### Катастрофы, теракты и стихийные бедствия
- Теракт в Нью-Йорке (1993).
- Гибель членов секты «Ветвь Давидова» (1993).
- Катастрофа A300 в Нагое (1994)
- Крушение парома «Эстония» (1994).
- Захваты заложников в Будённовске (1995), Кизляре и на пароме «Аврасия» (1996).
- Теракт в Оклахома-Сити (1995).
- Зариновая атака в токийском метро (1995).
- Обрушение торгового центра Сампун (1995)
- Катастрофа Ан-32 в Киншасе (1996)
- Столкновение над Чархи-Дадри (1996)
- Взрыв жилого дома в Каспийске (1996).
- Захват японского посольства в Лиме (1996).
- Падение Ан-124 на Иркутск (1997).
- Пожар в здании ГУВД по Самарской области (1998).
- Массовое убийство в школе «Колумбайн» (1999).
- Взрывы жилых домов в России (1999).

## Наука и техника
- Запуск космического телескопа Hubble, значительно раздвинувшего видимые горизонты 1990.
- Веб-сайт (1991; Бернерс-Ли, Тим).
- Открытие Евротоннеля под Ла-Маншем (ноябрь 1994).
- Windows 3.x (1990—1994) и Windows 9x (1995—2000), Windows 95 с кнопкой «Пуск» (1995), OS/2 Warp (1994) и BeOS.
- Язык Java.
- Выход Linux.
- Четвёртое поколение игровых систем сменяет пятое (1993—1996), затем пятое поколение сменяется шестым (1998—2006).
- Электромеханический нейрон — открытие функциональной механической активности нейрона  , 1991, СССР.
- ГМО (коммерческое использование — 1992)
- 1993 — создание летательного аппарата ЭКИП (Россия)
- Открытие биогальваночастотного эффекта , 1993, Россия.
- Клонирование овцы Долли (1996).
- Впервые разработана, применена и создана теория технических средств трансовой терапии  1997, Россия.
- МКС (состыкованы первые элементы — 1998, «Заря», «Юнити»).
- Широкое использование тестов ДНК в криминалистике.

## Культура
- Новые медиа. Тактические медиа.

### Кино и телевидение
- Выходят культовые научно-фантастические сериалы, франшизы и космооперы: Секретные материалы (с 1993 года), Вавилон-5 (с 1993 года), Звёздные врата (с 1994 года), Лексс (с 1997 года).
- Продолжается ренессанс «Диснея», выходит ряд самых популярных мультфильмов этой студии: «Аладдин», «Король Лев», «Покахонтас», «Мулан», «Тарзан». «Красавица и Чудовище» становится первым в истории мультфильмом, номинированным на «Оскар» за лучший фильм года.
- Блокбастеры становятся сверхприбыльными. В 1994 году «Парк юрского периода» (собравший более миллиарда долларов в прокате), а тремя годами позже — «Титаник» (собравший более 2 миллиардов), ставят исторические рекорды по сборам.
- Большое влияние на кинематограф оказывает Квентин Тарантино со своими нарушающими табу криминальными фильмами «Бешеные псы» и «Криминальное чтиво». Его стиль оказывает влияние на целое поколение режиссёров, среди которых Гай Ричи («Карты, деньги, два ствола»), Роберт Родригес («Музыкант», «Отчаянный», «От заката до рассвета») и Алексей Балабанов («Брат»).
- В начале 1990-х становятся успешными фильмы Пола Верховена («Вспомнить всё», «Основной инстинкт»), но кассовый провал фильмов «Шоугёлз» и «Звёздный десант» пошатнул его карьеру.
- Во второй половине десятилетия начинается расцвет карьеры Дэвида Финчера, своими фильмами «Семь» и «Игра» определивший жанр триллер. В то же время начинают карьеру и другие выдающиеся режиссёры: Даррен Аронофски, Пол Томас Андерсон.
- Советский кинематограф прекратил своё существование. В новом российском кинематографе больше преобладают малобюджетные фильмы низкого качества, также выходят комедии, высмеивающие ситуацию в стране («Особенности национальной охоты», «Ширли-Мырли», «На Дерибасовской хорошая погода, или На Брайтон-Бич опять идут дожди») и криминальные фильмы («Брат», «Ворошиловский стрелок», «Чёрный квадрат», «Америкэн бой»), а также драмы, критикующие советское прошлое («Утомлённые солнцем», «Хрусталёв, машину!», «Вор»), зачастую с изрядной долей чернухи и натурализма[1]. Ближе к концу 1990-х годов особой популярностью пользуются детективные сериалы («Улицы разбитых фонарей», «Агент национальной безопасности», «Бандитский Петербург», «Досье детектива Дубровского», «Убойная сила», «Каменская»).

В числе лучших фильмов 1990-х чаще всего называли криминальную чёрную комедию «Криминальное чтиво», триллер «Молчание ягнят», криминальную драму «Славные парни», драмы «Список Шиндлера» и «Побег из Шоушенка», комедию «День сурка», фантастические блокбастеры «Парк юрского периода», «Терминатор 2» и «Матрица».
В числе лучших телесериалов 1990-х чаще всего называли: комедии «Друзья», «Симпсоны» и «Сайнфелд», мистические детективы «Твин Пикс» и «Секретные материалы», производственную драму «Скорая помощь».

### Музыка
- Преобладание поп-музыки и шоу-бизнеса, большое влияние радиостанций, музыкального телевидения (особенно MTV) и хит-парадов. Массовый успех таких поп-исполнителей как Мадонна, Бритни Спирс, Мэрайя Кэри, Уитни Хьюстон. Расцвет коммерческих «бойз-бэндов» (Backstreet Boys, NSYNC, «На-На», «Иванушки International») и «гёрлз-бэндов» (Spice Girls, The Pussycat Dolls, «Мираж», «Тату»).
- Начало расцвета альтернативного рока: в США — гранжа (Nirvana, Pearl Jam, Alice in Chains, Soundgarden), в Британии — британского поп-рока (Oasis, Radiohead, Blur).
- Окончание «золотого века» русского рока с распадом групп Кино, Наутилус Помпилиус, Автограф, Зоопарк, Секрет, гибелью Виктора Цоя, Майка Науменко и Янки Дягилевой. Рост популярности некоторых групп «старой школы» (Браво, ДДТ, Алиса, Машина времени, Агата Кристи). Появление рок-групп следующего поколения, таких как Сектор газа, Мумий Тролль, Король и Шут, Сплин, Би-2, Земфира, Смысловые галлюцинации, Танцы минус, Ленинград, Эпидемия (большая часть которых приобретёт известность в самом конце 1990-х или уже в 2000-е). В самом конце 1990-х — появление радиостанции Наше радио и рок-фестиваля «Нашествие».
- Появление новых «металлических» жанров: готик-метал (Type O Negative, Theatre of Tragedy, Tiamat, Lacrimosa), симфоник-метал (Therion, Nightwish, Within Temptation), фолк-метал (Skyclad, Mago de Oz, Finntroll), ню-метал (Korn, Deftones, Slipknot). Проект Ayreon возрождает жанр рок-оперы.

### Видеоигры
- Выходят пятое (Sega Saturn, PlayStation, Nintendo 64) и шестое (Dreamcast) поколения игровых приставок. Но, в отличие от предыдущих поколений, в 90-е приставки начинают постепенно уступать ПК-геймингу.
- Расцвет жанров стратегий (Warcraft, Starcraft, серии Age of Empires, Heroes of Might & Magic, Civilization) и ролевых игр (Fallout, Baldur's Gate, Planescape: Torment, Diablo), трёхмерных шутеров от первого лица (Wolfenstein, Doom, Duke Nukem, Quake).
- Первый бум онлайн-игр: Ultima Online, EverQuest, Lineage.